# تاریخچه یک ناپدید شدن
تاریخچه یک ناپدید شدن (انگلیسی: Chronicle of a Disappearance) یک فیلم به کارگردانی ایلیا سلیمان است که در سال ۱۹۹۶ منتشر شد. از بازیگران آن می‌توان به ایلیا سلیمان اشاره کرد.